# مشهد میقان
مشهدمیقان، روستایی از توابع بخش مرکزی شهرستان اراک در استان مرکزی ایران است که در ۸ کیلومتری اراک قرار دارد.

## وجه تسمیه
به سبب اینکه مدفن آرامگاه شاهزاده محمد عابد در نزدیکی این روستا است، نام روستا را «مشهد» نامگذاری کردند.

## جمعیت
این روستا در دهستان مشهد میقان قرار دارد و براساس سرشماری مرکز آمار ایران در سال ۱۳۹۰، جمعیت آن ۳۰۸ نفر (۹۵خانوار) بوده‌است.

## زیارت‌گاه‌ها
آرامگاه شاهزاده محمد عابد
مرقد شاهزاده محمد عابد یکی از بناهای مذهبی و مهم شهرستان اراک است که در۱۲ کیلومتری شمال شهر اراک و در مجاورت روستای مشهدمیقان واقع شده‌است. این امامزاده، مرقد شاهزاده محمدعابد فرزند موسی کاظم و از بناهای دوره صفویه است.

## کاروانسرا
کاروانسرای مشهد میقان مربوط به دوره صفوی است و در شهرستان اراک، بخش مرکزی، روستای مشهد میغان واقع شده و این اثر در تاریخ ۲۳ مرداد ۱۳۷۸ با شمارهٔ ثبت ۲۳۸۰ به‌عنوان یکی از آثار ملی ایران به ثبت رسیده است.